# Eoophyla interopalis
Eoophyla interopalis là một loài bướm đêm trong họ Crambidae.